# غيريش كومار
غيريش كومار توراني (ولد في 30 يناير 1989) ممثل سينمائي هندي يعمل في صناعة السينما الهندية، ظهر غريش لأول مرة في بوليوود مع الفيلم الرومانسي الكوميدي راميا فاستافايا ، بجانب شروتي حسن ، الذي صدر في 19 يوليو 2013.

## روابط خارجية
- غيريش كومار على موقع IMDb (الإنجليزية)
- غيريش كومار على موقع قاعدة بيانات الفيلم (الإنجليزية)

- غيريش كومار في قاعدة بيانات الأفلام على الإنترنت
- girishkumartعلى تويتر.